# Leire Goñi
Leire Goñi, född 23 juni 2004, är en spansk kanotist som tävlar i kanotslalom.

## Karriär
Vid EM 2025 i Vaires-sur-Marne tog Goñi silver i lagtävlingen i K1 tillsammans med Maialen Chourraut och Laia Sorribes.